# Asthenotricha comosissima
Asthenotricha comosissima là một loài bướm đêm trong họ Geometridae.